# فرهنگ در پرو
میراث فرهنگی پرو از تمدنهای آندی سرچشمه می‌گیرد که پیش از ورود اسپانیایی‌ها رواج داشته‌است. فهرست گنجینه‌های باستان شناسی، گواهی بر بسیاری از دستاوردهای مهم قابل مقایسه با دیگر تمدنهای بزرگ می‌باشد.
برخی از تجلی‌های اولیه هنرمندانه که تکامل پیشرفته تر روشنفکرانه و فناوری را منعکس می‌سازند، مصنوعاتی هستند که در گنجینه‌های چاوین د هوانتار و کوپیسنیکوئه یافت می‌شوند. اینها نمونه‌هایی از هنر نمادین و مذهبی از جمله طلا و نقره کاری، سرامیک کاری، معماری و مجسمه سنگی می‌باشند. قدمت این اماکن به ترتیب به قرن ۱۴ ام قبل از میلاد و قرن ۱۱ ام قبل از میلاد باز می‌گردد.

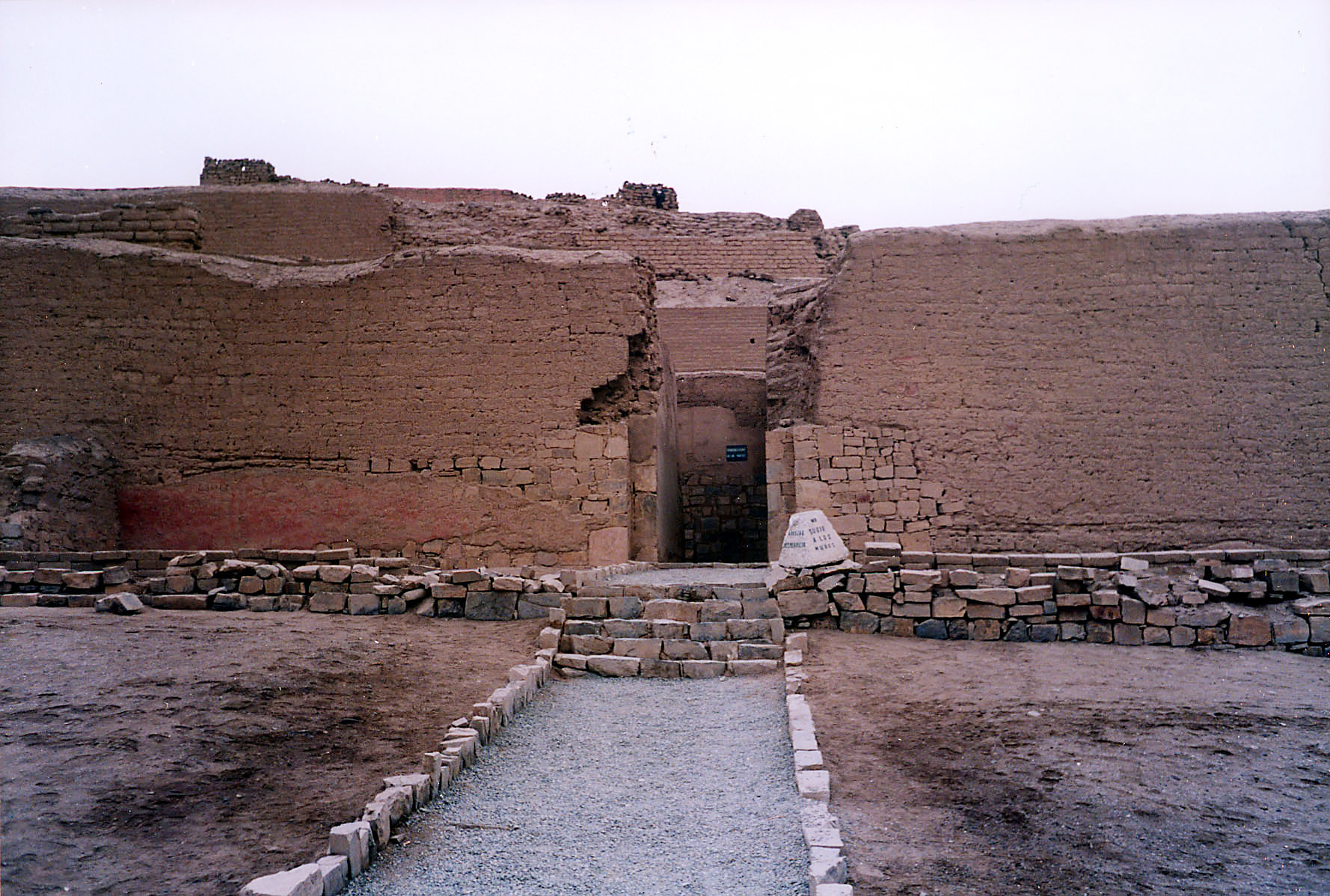
معبد پاچاکاماک. عکس در سال 2002 گرفته شده‌است.

بین قرن ۸ ام پیش از میلاد و قرن ۱ ام میلادی، فرهنگهای کاورناس پاراکس و نکروپلیس پاراکاس توسعه یافتند. فرهنگ کاورناس پاراکاس سرامیکهای رنگارنگ زیبایی را با نمادهای مذهبی و نیز سرامیکهای تکرنگ تولید می‌کرد. فرهنگ نکروپولیس پارکاس از الیاف ظریفش که به سبکهایی پیچیده ساخته شده، شناخته می‌شود.
در دوره بین قرن ۳ ام قبل از میلاد و قرن ۷ ام میلادی، فرهنگ شهری تحت عنوان موچیکا در لامبایکوئه پیشرفت نمود. فرهنگ نازکا نیز در این دوره در دره ریوگرانده و نیز در ایکا توسعه یافت. در فرهنگ موچیکا، هوآکا دل سول، هوآکا دلا لونا، هو آکا کائو ویجو و هوآکا ال بروجو و هوآکا راجادا از سیپان شایان ذکر می‌باشند. آن‌ها به خاطر کشاورزی در بامها و مهندسی هیدرولیک و نیز برخی از اصلی‌ترین آثار سرامیکی، نساجی، و هنر نگارگری و مجسمه‌سازی در جهان کشورهای حوزه آند مشهور هستند.
تمدن واری، که بین قرون هشتم میلادی و قرن ۱۲ ام میلادی رواج داشته جایگاهش در آیاکوچو قرار دارد. این تمدن ممکنست اولین فرهنگ آندی باشد که یک طرح کلی برنامه‌ریزی شده شهری را تعریف می‌کند. یک چنین مفهومی بعدها به نواحی همچون پاچاکاماک، کاجامارکوئیلا، واری ویلکا، و دیگر مناطق گسترش یافت. فرهنگ تیوانکو در کنار مرزهای دریاچه تیتیکا بین قرن نهم میلادی و قرن ۱۳ ام میلادی توسعه پیدا نمود. این فرهنگ یک معماری و مجسمه‌سازی سنگی تاریخی را علاوه بر شهرنشینی نظامی عرضه کرد. این پیشرفت‌ها در معماری را می‌توان قدردان کشف مفرغ برای ساختن ابزار بود.
فرهنگ شهر چیمیو در اصل معماری شهری پیشرفت نمود. این تمدن شهر چانچان را در دره رودخانه موچه در لیبرتاد (بخش پرو)| لالیبرتاد بین قرن ۱۴ ام و قرن ۱۵ ام ساخت. فرهنگ چیمیو| چیمیو نیز در طلاکاری ماهر بودند و آثار چشمگیری از مهندسی هیدرولیک را تولید نمودند.
تمدن اینکا با تعدادی از مهارتهای فرهنگی تمدنها پیش از خود همراه شده و در بسیاری از موارد آن‌ها را تکمیل نمود. نمونه‌های متعددی از معماری و مهندسی اولیه وجود دارند که پس از ساختارهای اخیر استعمار اسپانیایی نیز تداوم داشته‌اند. در این ارتباط، میراث غنی اینکا را نیز هنوز می‌توان در شهرهایی همچون کوزکو، قلعه ساکساهومیان، اولانتایتامبو، ماچو پیکچو، و جاده‌های سنگی عریضی که کوزکو را به چهار نقطه اصلی در امپراطوری اینکا پیوند می‌دهد، یافت. تسخیر اسپانیولی‌ها کنار زده شد، اما نه با زور، بلکه با آثار و مفاهیم هنرمندانه، اما در بسیاری از موارد آن برای غنی‌سازی آثار دورگه هنرسنتی اسپانیا و هنر بومی استفاده شد.
همچون تاریخ غنی ملی اش، فرهنگ عمومی پروی معاصر حاصل همجوشی فرهنگها است، که اصولاً از میراث فرهنگی گروه‌های بومی و استعمارگران اسپانیایی و آفریقایی تشکیل شده‌است. این ترکیب فرهنگی در اثر کمکهای دیگر گروه‌های مهاجر، به ویژه آسیایی‌ها و اروپایی‌های (غیر ایبریایی) غنی تر شده‌است.

## هنر
هنر پرو در اثر ذوب فرهنگ اسپانیولی و فرهنگهای آمریندیانی با هم شکل گرفت. طی دوران پیش از (کریستف کلمب، پرو یکی از مراکز اصلی نمایش هنری در کشورهای آمریکایی محسوب می‌شد که مکانی برای فرهنگهای پیش از اینکا همچون فرهنگ چاوین، موچه، فرهنگ پاراکاس، هواری (واری)، فرهنگ نازکا، چیمو، و تیاهواناکو که سفالگری، نساجی، زرگری، و مجسمه‌سازی را با کیفیت با توسعه می‌داد.
اینکاها با تداوم فرهنگهای پیشتر، به حفظ این مصنوعات ادامه دادند اما حتی این امر در معماری با دستاوردهای بارزتری همراه بود. شهر کوهستانی ماچو پیکچو و ساختمان‌های کوزکو نمونه‌های اعلای طرح معماری اینکا هستند.
طی دوره استعماری، سبک باروک اسپانیا با سنت قدیمی اینکا درآمیخت تا هنر دورگه را ایجاد نماید. سبک کوزکو مربوط به هنرمندان بسیار ناشناس هندی با تأثیر از مکاتب ایتالیایی، فلمیش (فلاندری)، فرانسوی از سنت باروک اسپانیایی پیروی نمود.
فرانچسکو فییرو، نقاش، کمک بارزی را با نقاشیهای وقایع، حالات، و رسوم نمونه نیمه قرن -۱۹ ام- پرو به این سبک نمود . فرانچسکو لازو، طلیعه دار مکتب بومی نقاشان، نیز به خاطر آثار نقاشی خود شهرت یافت.
پرو در اوایل قرن بیستم «بومی گرایی» را در یک نوع آگاهی جدید نسبت به فرهنگ هندی عرضه نمود. از زمان جنگ جهانی دوم، نویسندگان، هنرمندان، و فرهیختگان پرو همچون چزار والجو و خوزه ماریا آرگوداس در نهضتهای جهانگستر روشنفکری و هنری شرکت نمودند که به ویژه به سمت شیوه‌های آمریکایی و اروپا کشیده می‌شد.
در دهه پس از ۱۹۳۲ ، «مکتب بومی» نقاشی به رهبری خوزه سابوگال بر صحنه فرهنگی پرو غالب بود. واکنش آتی در میان هنرمندان پرویی موجب آغاز نقاشی مدرن در پرو گردید. استعفای سابوگال به عنوان مدیر مدرسه ملی هنر در سال ۱۹۴۳، با بازگشت شماری از نقاشان پرویی از اروپا مقارن شد که سبک‌های «جهانی» و بین‌المللی نقاشی را در پرو مجدداً احیاء نمودند.
طی دهه۱۹۶۰، فرناندو سیزلو، هنر مند سرشناس بین‌المللی پرویی، طرفدار اصلی نقاشی تجریدی (آبستره) شد و هنر پرو را به سوی مدرنیسم سوق داد. پرو به عنوان مرکز تولید هنر با نقاشانی همچون فرناندو دسیزلو، جراردو چاوزر، خوزه تولا، آلبرتو کوئینتانیلا، و خوزه کارلوس راموس، در کنار ویکتور دلفین مجسمه ساز با احراز جایگاه بین‌المللی باقی‌ماند.
هنرمندان جوان خوش آتیه امروزه افزایش می‌یابند که این موجب می‌شود اقتصاد پرو بتواند پیشرفت بیشتری را در زمینه هنرها در پی داشته باشد.

## صنایع دستی
بین رایجترین حرف در پرو، حرفه‌های سرامیک (یا از نوع هنری یا کسب درآمد)، منبت چوب، نقره کاری، برجسته کاری، حصیربافی، و رشته نساجی، با تأکید بر بافته‌های رنگارنگ ساخته شده از پشم آلپاکا وجود دارند.

## رقص‌ها

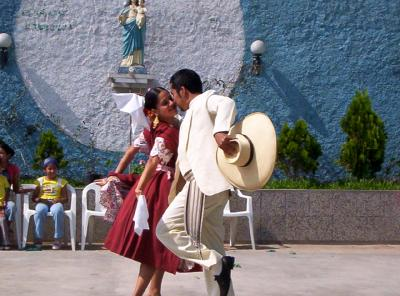
Marinera Norteña، رایج‌ترین رقص در ساحل پرو

بین رقص‌های با ریشه بومی، تعدادی از آن‌ها هستند که به کشاورزی| امر کشاورزی، شکار و جنگ مربوط می‌شوند. برخی از موارد رقص آرائی| رقص آرائی‌ها نفذ بارز مسیحیت را نشان می‌دهند. دو نمونه از رایجترین رقصهای آندی، کاشوا و هوآینو| واینو یا هوآینو هستند. کاشوا دارای یک ویژگی گروهی بوده و معمولاً به صورت دسته جمعی در داخل حومه یا فضاهای باز اجرا می‌شود. هوآینو یک «رقص سالنی» است. این رقص به صورت دو نفره و در فضای دربسته اجرا می‌شود. یاراوی و تریسته (رقص پرویی)| تریسته نیز دارای ریشه آندی می‌باشد. این دو رقص معمولاً به اتفاق ترانه‌های بزمی بسیار عاطفی اجرا می‌شوند.
رقص‌های دارای ویژگی رسوم مذهبی عبارتند از آچوکالو، پینکیلادا، لامرادا (رقصی با تقلید از قدم زدن لاما)، کوآلاوادا (رقص تقلیدی از (کار) نخ ریسنده| ریسندگان نخ)' و غیره. بین رقصهای شکاری، می‌توان از این نمونه‌ها ذکر نمود: لیپی- پولی و چوکوئلاس. این رقص‌ها، رقصهایی از آلتیپلانو مربوط به شکار شترچه‌‌ هستند.
رقصهای جنگ کانند نیز وجود دارند مانند (رقص) چیرینگوآنو| چیرینگوآنو که ریشه‌ای آیمارایی دارد؛ چاتریپولی که سربازان رئالیست اسپانیایی را به طنز (سخره) می‌گیرد، و کناکناس که درباره سربازان شیلی است که جنگ پاسیفیک (۱۸۷۹) پرو را اشغال کرده بودند. همچنین رقصهای کارناوال (جشنواره‌ای) هم وجود دارند. یک کارناوال یک روز تعطیل غربی است که در بین آندی‌های پرو، به‌طور هم‌زمان با کشاورزی| زمان (کشت) محصولات آن برگزار می‌شود. بسیاری از انواع جوامع روستایی| جوامع روستایی طی این تعطیلات با رسوم اجدادی و رقصهای ترکیبی آغاز زندگی (جوانان) را جشن می‌گیرند. زوجهای جدید ممکنست برای آن آماده شوند.
جذابترین و معروف‌ترین رقص عاشقانه در پرو مارینرا نورتنیا است. این رقص عشقبازی یک مرد را با زنی جوان نشان می‌دهد. گونه‌های محلی این رقص در ناحیه لیما| لیما و دیگر مناطق کشور وجود دارد.

## جشنهای عمومی
جشنهای عمومی حاصل بسیاری از سنت‌ها و اسطوره‌های هرشهرمی باشد. این جشنها همراه با موسیقی، رقص‌ها، وعده (های) غذایی و نوشیدنیهای خاص است. علاوه بر جشنهای مذهبی مانند کریسمس، (عید) پیکر مسیح| عید پیکر مسیح یا هفته مقوس، نمونه‌های دیگری وجود دارند که بیانگر تلفیق باورهای مردمان بومی| بومی‌ها با عقاید مسیحی است. نمونه‌ای از این نوع جشنها آلاسیتاس یک لغت به (زبان آیمارایی| آیمارا می‌باشد که بر طبق گفته برخی از افراد باسواد، به معنای «من را بخر» می‌باشد) که ترکیبی از پیشه‌ها و نمایشگاه مجسمه‌های کوچک سفالی| مینیاتور با رقص‌ها، وعده‌های غذایی و آئین مذهبی (دینی)| آئین نیایش است. نمونه دیگر سفر کویلور- ریتی (ناحیه کوسکو|کوزکو است که نوعی گردهمایی باستانی برای آپو (خدایان کوهستان)| آپو (رب‌النوع‌های حافظ کوه‌ها) با رفتن به یک معبد مسیحی در یک راه پیمایی طولانی| رهنوردی به بالای کوهی با بیش از m۵۰۰۰ارتفاع از سطح دریا است که با برف پوشیده شده‌است.

## نمادهای فرهنگ عامه
فرهنگهای باستانی پرو| فرهنگهای پیش از هیسپانیک- آندی پرو به ویژه به نمادهای هنرمندانه موسیقی محدود می‌شوند. در واقع، تقریباً تمامی آثار جامعه کشاورزی همراه با موسیقی و آوازخوانی‌های (کلاً به زبان کوئچوا خوانده می‌شوند: تاکوئی) اجرا می‌گردد. تقابل نژادی پروی باستان سنتها و آداب متضادی را به‌طور هم‌زمان در طول زمان ایجاد نموده‌است. آن‌ها عمدتاً عوامل تعیین‌کننده توسعه غنی فرهنگ عامه پرو پس از هیسپانیک می‌باشد.
اکنون، نمادهای مختلف موسیقی (رقص‌ها و ترانه‌ها)، جشنواره‌های عامیانه (مذهبی یا غیر آن)، هنرها و فنون، سبک تغذیه و فعالیت‌های دیگر(طبق نواحی مختلف در حال تغیبیر است) نمادهای مهم میراث فرهنگی پرو و آمریکای لاتین می‌باشد.